# 科斯塔尼察要塞

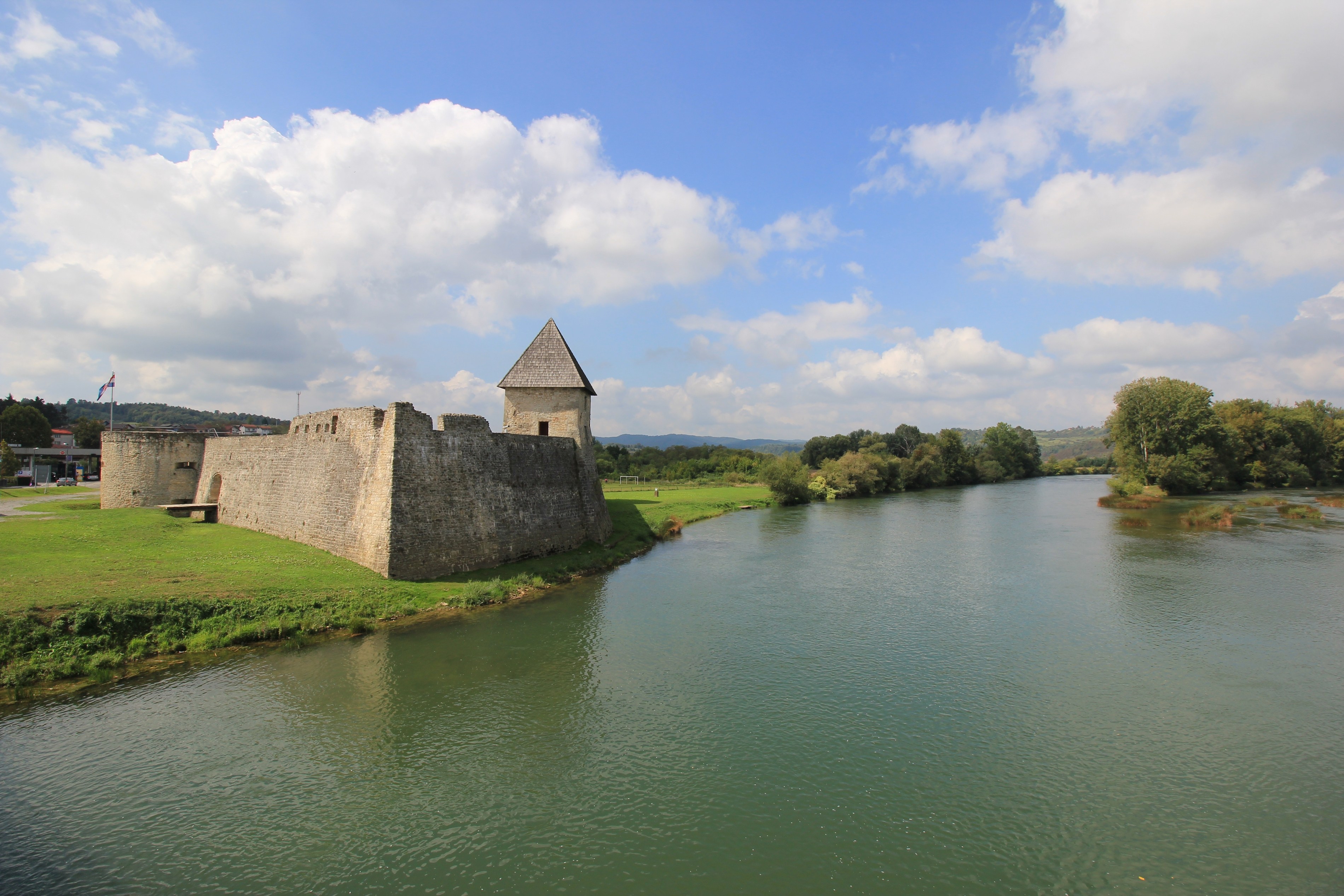

科斯塔尼察要塞（Kostajnica Fortress）是克羅埃西亞的一座城堡，位於克羅埃西亞中部科斯塔伊尼察，靠近波赫國界。這座要塞可能修建於14世紀時期。近年城堡得到了克羅埃西亞文化部門的修復。

## 外部連結
- The town of Croatian Kostajnica （页面存档备份，存于）
- Official tourist information page
- An outline of the archaeological topography of the Kostajnica and Dvor region （页面存档备份，存于）

Template:Castles in Croatia